# Romeo và Juliet (Tchaikovsky)
Romeo và Juliet, TH 42, ČW 39 là bản fantasy-overture nổi tiếng của nhà soạn nhạc vĩ đại người Nga Pyotr Ilyich Tchaikovsky. Tác phẩm này được Tchaikovsky viết cho dàn nhạc giao hưởng. Tác phẩm được viết dựa trên vở kịch cùng tên rất nổi tiếng của đại văn hào người Anh William Shakespeare. Ông đã đề tặng tác phẩm này cho Mily Balakirev, một thành viên của nhóm Hùng mạnh. Điều đáng chú ý của tác phẩm này đó là nó không được đánh số opus như nhiều tác phẩm khác của Tchaikovsky mà chỉ được đánh số như trên đã ghi.

## Âm thanh
| Fantasy-overture Romeo và Juliet của Tchaikovsky |  |
|                                                  |  |
|                                                  |  |